# Kabun (plaats)
Kabun is een bestuurslaag in het regentschap Rokan Hulu van de provincie Riau, Indonesië. Kabun telt 8084 inwoners (volkstelling 2010).